# Baul

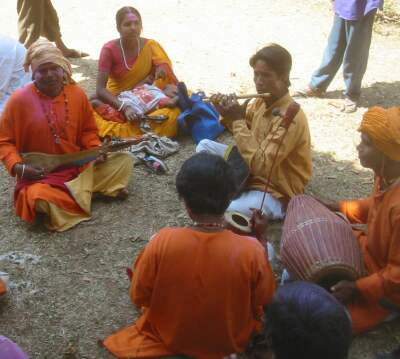
Cantores Baul em Shantiniketan, durante o festival Holi, Março de 2004

Bauls (Bangla: বাউল) são um grupo trovadores da região da Bengala, agora dividida em Bangladesh e Bengala Ocidental. Bauls são parte da cultura da Bengala rural. Dizem que eles foram influenciados grandemente pela seita tântrica hindu dos Kartabhajas. Os Bauls viajam em busca do ideal interno, Maner Manush (Homem do coração). A origem da palavra é discutível. Entretanto, é de comum acordo que ela vêem tanto do sânscrito batul, que significa insanidade divinamente inspirada ou byakul, que significa ansiar fervorosamente.
A música dos Bauls, bAul saMgeet refere-se a um tipo particular de música folclórica cantada pelos Bauls. Carrega a influência dos movimentos de Bhakti Hindu tanto quanto shuphi, uma forma de música Sufi mediada por muitas milhas de intercâmbio cultural, exemplificada pelas canções de Kabir.
A música Baul celebra o amor celestial, mas faz isso em termos bem terrenos, como as declarações de amor do bAul para sua boshTomi ou alma-gêmea. Com tal interpretação liberal de amor, é portanto natural que a música votiva Baul transcenda a religião, e algum dos compositores baul, tais como Lalon Fakir nasceram muçulmanos.
Aqui está uma canção Baul bem conhecida:
| AmAr prANer mAnuSh Achhe prANe tAi heri tAye sakal-khAne Achhe se nayan-tArAy, Alok dhArAy tAre nA hArAye ogo tAi heri tAye JethAye sethAye tAkA-i Ami Jedik pAne | O homem do meu coração vive dentro de mim, É por isso que vejo ele em todo lugar. No fitar de meu olho, em um brilho de luz Ó eu nunca posso perdê-lo Aqui, lá, em todo lugar, Por onde eu olhar, ele está bem lá para mim. |

As canções Baul são reconhecidas pela UNESCO como uma das Obras-primas do Património Oral e Imaterial da Humanidade.